# The Mask of Zorro (soundtrack)
The Mask of Zorro is de originele soundtrack, gecomponeerd en gedirigeerd door James Horner voor de film The Mask of Zorro uit 1998 van Martin Campbell. Het album werd uitgebracht op 7 juli 1998 door Sony Classical.
De muziek werd opgenomen en gemixt in de Air Lyndhurst Hall in Londen door Simon Rhodes en in de Todd-AO Scoring Stage in Los Angeles door Jay Selvester, Kirsten Smith en Marc Gebauer. Het werd bewerkt in de Abbey Road Studios in Londen door Simon Kiln.
De soundtrack was een commercieel succesvol en werd aangedreven door het stijgende profiel van de Latijns-Amerikaanse zanger Marc Anthony en de Australische zangeres Tina Arena. Hun duet, "I Want to Spend My Lifetime Loving You", speelt in de aftiteling van de film en werd uitgebracht als single.

## Tracklijst
Alle nummers geschreven door James Horner, tenzij anders aangegeven.

| 1.                 | The Plaza of Execution                                                                                         | 8:29  |
| 2.                 | Elena and Esperanza                                                                                            | 8:20  |
| 3.                 | The Ride | 3:25  |
| 4.                 | Elenas Truth                                                                                                   | 4:11  |
| 5.                 | The Fencing Lesson                                                                                             | 5:29  |
| 6.                 | Tornado in the Barrack                                                                                         | 5:12  |
| 7.                 | The Confession                                                                                                 | 3:42  |
| 8.                 | Zorros Theme                                                                                                   | 3:00  |
| 9.                 | The Mine (Montero's Vision)                                                                                    | 3:00  |
| 10.                | Stealing the Map                                                                                               | 6:30  |
| 11.                | Leave No Witnesses...                                                                                          | 13:20 |
| 12.                | Diegos Goodbye                                                                                                 | 5:23  |
| 13.                | I Want to Spend My Lifetime Loving You – Marc Anthony & Tina Arena (tekst: Will Jennings; muziek James Horner) | 4:42  |
| Totale duur: 74:43 | |       |

## Hitnoteringen

### NPO Klassiek Filmmuziek Top 200
| The Mask of Zorro in de NPO Klassiek Filmmuziek Top 200 | The Mask of Zorro in de NPO Klassiek Filmmuziek Top 200 | The Mask of Zorro in de NPO Klassiek Filmmuziek Top 200 |
| Jaar                                                    | 2024                                                    | 2025                                                    |
| ------------------------------------------------------- | ------------------------------------------------------- | ------------------------------------------------------- |
| Positie                                                 | 131                                                     | 140                                                     |